# Annalisa Silvestro
Annalisa Silvestro (Attimis, 9 novembre 1951) è un'infermiera e politica italiana.

## Biografia
Nata ad Attimis, ove tuttora risiede. Ex presidente della Federazione Nazionale Collegi Infermieri Professionali, Assistenti Sanitari e Vigilatrici d'Infanzia (dal 2018 divenuta  Federazione Nazionale degli Ordini delle Professioni Infermieristiche), è tra i fondatori dell'associazione Noisiamopronti, per la promozione delle competenze avanzate della professione infermieristica, nata nel 2017.
Alle elezioni politiche del 2013 è candidata al Senato della Repubblica nella circoscrizione Lombardia nelle liste del Partito Democratico, venendo eletta senatrice della XVII Legislatura.